# Maglev Cobra

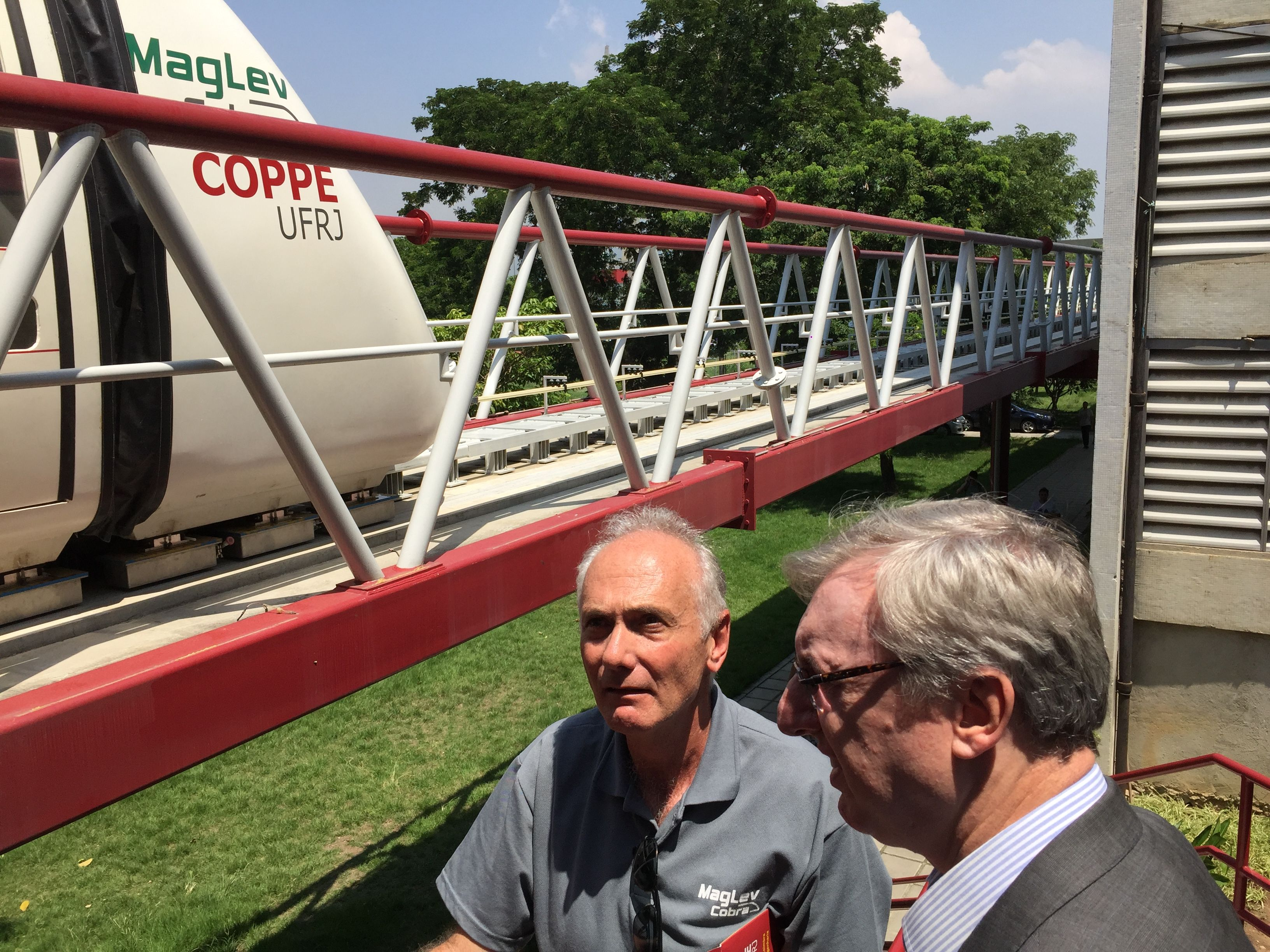
O Ministro da Ciência, Tecnologia e Inovação, Celso Pansera (2016), conhecendo o projeto do Maglev-Cobra.

O Maglev Cobra é um trem de levitação magnética (em inglês maglev), movido por energia elétrica, que foi desenvolvido na UFRJ (Universidade Federal do Rio de Janeiro) pela Coppe (Instituto Alberto Luiz Coimbra de Pós-graduação e Pesquisa em Engenharia) e pela Escola Politécnica através do LASUP (Laboratório de Aplicações de Supercondutores). Ficou conhecido como o primeiro veículo no mundo a transportar passageiros em escala real, utilizando levitação magnética por supercondutividade e ímãs.
O trem brasileiro, assim como o maglev alemão, flutua sobre os trilhos, tendo atrito apenas com o ar durante seu deslocamento. O Maglev Cobra se baseia em levitação, movendo-se sem atrito com o solo através de um motor linear de primário curto, com isso evitando emissões de gases do efeito estufa, e a poluição sonora.
O custo de implantação do Maglev Cobra é significativamente menor do que o do metrô subterrâneo, chegando a custar apenas um terço deste. Sua velocidade normal de operação pode atingir a faixa de 100km/h, compatível com a velocidade do metrô e com o transporte público urbano.

## Projeto do Maglev Cobra
O protótipo foi apresentado em 2009, pelo professor idealizador do projeto, Richard Stephen, que consista na criação do primeiro trajeto dentro da universidade, e um módulo (vagão) com capacidade para 28 pessoas que se locomoveria a 30 km/h.
Em comparação, os veículos rodoviários e ferroviários utilizados no transporte público têm seu peso total transmitido ao solo através dos eixos, resultando em cargas concentradas. No Maglev, o peso total é distribuído ao longo dos blocos supercondutores, resultando em cargas distribuídas. Como consequência de prescindir de rodas, motores e truques, o Maglev Cobra tem um peso total equivalente à metade de um trem ligeiro (VLT). Esta configuração tem grande efeito no dimensionamento à flexão das vigas para veículos que circulem sobre vias elevadas, o que reduziria o custo de obras civis quando comparado com as demais tecnologias.
A superestrutura do Maglev é composta de duas linhas de ímãs com 50 mm de altura e 100 mm de largura, que fazem o veículo flutuar cerca de 1 cm. correspondendo a um peso por metro linear inferior a 10% do peso de uma superestrutura necessária para suportar um VLT.
Devido ao seu alto peso e grande necessidade de atrito, os sistemas metroviários convencionais limitam seu funcionamento a rampas de apenas 4% de inclinação. É impossível para os trens, metrôs ou TAV atuais vencer 15% de rampas, ou seja, subir 15 metros a cada 100 metros percorridos. Como a tração do veículo Maglev Cobra origina-se na força elétrica de um motor linear, a inclinação está limitada unicamente ao conforto do passageiro. [carece de fontes?]
O projeto original do Maglev Cobra visa abolir o conceito de vagões. Ao invés disso ele possui inúmeras seções multi-articuladas, ligadas umas às outras com anéis de conexão flexíveis. Esta configuração de veículo permite ao trem se inscrever em curvas mais acentuadas do que os veículos tradicionais. Graças a isso, o sistema Maglev Cobra faz curvas de apenas 50 metros de raio, enquanto os veículos tradicionais estão limitados a curvas de 250 metros de raio.
O sistema modular não se limita ao veículo propriamente dito, e estende-se para as vias. Toda a via elevada necessária é modular. O que propicia aos arquitetos maior liberdade para seus projetos e menor impacto urbano durante a fase de implantação, que o permite acompanhar perfeitamente as vias existentes, inserindo-se de maneira a causar menor interferência na paisagem. Com a adição de anéis, o trem aumenta de tamanho, ajustando-se à demanda. As estações também são planejadas para se adaptar de acordo com o aumento da demanda. A utilização do sistema modular no veículo contribui para a redução da superlotação, um problema comum nos veículos metroviários tradicionais em operação nos grandes centros urbanos.
O Maglev Cobra possui uma seção estreita, o que faz com que o peso total por módulo seja reduzido. O veículo demanda uma estrutura de concreto armado compatível com uma plataforma de pedestres.
Paralelamente, o Laboratório de Aplicações de Supercondutores da UFRJ desenvolveu um mecanismo que possibilita a instalação de vias de levitação magnética sobre uma via permanente convencional, tornando possível o funcionamento simultâneo do Maglev-Cobra e do trem tradicional.[carece de fontes?]
A energia para mover o Maglev é 100 Wh para cada caminho de 200 m. Na cabina acabem 20 pessoas. Este energia é gerada via 3 módulos fotovoltaicas de 270 W cada, equipados com micro-inversores. Cada módulo gera 1,12 kWh cada dia, assim os 3 módulos geram a energia suficiente para 33 viragens cada dia. A extensão (planejado para 2016) por 6 módulos permitiram 66 viagens cada dia.[carece de fontes?]
A levitação baseada em supercondutores
O projeto optou pela levitação magnética supercondutora, atualmente a tecnologia mais avançada nesse segmento. Uma placa de cerâmica supercondutora é resfriada à base de nitrogênio e, ao se aproximar de trilhos magnetizados por meio de ímãs – feitos a partir de uma liga de neodímio (Nd), ferro (Fe) e boro (B) –, causa o efeito de levitação. Os pesquisadores realizam testes de bancadas com os componentes isolados, incluindo um módulo que conseguiu suportar o peso de seis adultos, para então montar o veículo e testar todos os componentes interligados.

## A construção da primeira linha
Durante os dias 16 a 19 de outubro de 2016, um protótipo do Maglev Cobra esteve aberto a visitação do público, na UFRJ. A exposição contou com um modelo conceitual, estático, de como seria o módulo (vagão); apresentações teóricas e experimentais, em escala, de como essa tecnologia funciona; e uma seção do vagão, funcional, que percorria um trajeto linear de aproximadamente 10 metros, no qual o visitante poderia experimentar a sensação de utilizar o Maglev. Os coordenadores do projeto também estavam respondendo a perguntas sobre implantação, uso, custo, dentre outros tópicos de interesse comum.
Calcula-se que o Maglev Cobra custe bem menos que o metrô, a solução urbana mais corriqueira no mundo. Enquanto os metrôs custam de R$ 100 a 300 milhões/km, o Maglev Cobra tem seu custo estimado em aproximadamente R$ 33 milhões/km.
Em 2018, a linha de testes estava sendo operada em fase de testes em um trecho de 200 metros, nas dependências da Cidade Universitária da UFRJ na Ilha do Fundão.

## Impactos da pandemia de COVID-19 no projeto
A pandemia de Covid-19 acabou dificultando a busca da UFRJ por parceiras com o intuito de viabilizar a ampliação do Maglev, o projeto que poderia ser uma opção mais barata e sustentável de meio de transporte público está atualmente abandonado no Rio, por falta de investimentos.